# カミーロ・ダサ国際空港
カミーロ・ダサ国際空港 (かみーろださこくさいくうこう) は、コロンビアのククタにある国際空港。

## 主な航空会社
- アビアンカ航空
- アビアンカ・エクスプレス
- イージーフライ
- LATAM コロンビア
- ビバエア・コロンビア
- SATENA航空
- コパ航空
- GCA航空

## 主な就航路線
国内線: ボゴタ、メデジン、カリ、カルタヘナ、ブカラマンガ

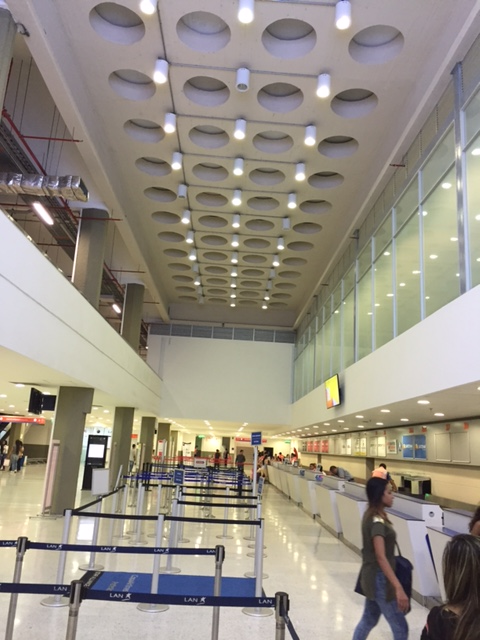
出発ホール

国際線: パナマシティ